# Liebhaberpreis
Als Liebhaberpreis, veraltet auch Affektionspreis, bezeichnet man den am Markt zu erzielenden Verkaufspreis, der den aufgrund einer rein wirtschaftlichen Nutzenbetrachtung ermittelbaren Preis deshalb übersteigt, weil bestimmte Käufer dem Gegenstand des Geschäftes einen emotionalen Wert, Liebhaberwert oder Sammlerwert beimessen. Bei den Käufern dieser Objekte handelt es sich meistens um Liebhaber wie Sammler oder Restauratoren.
Beim Liebhaberpreis liegt ein tatsächlicher Marktpreis vor, anders als beim Wucher, bei dem der Preis unter Ausnutzung einer Schwächesituation eines Vertragspartners überhöht wird. So kann ein Liebhaberpreis beispielsweise auf einer Auktion zustande kommen, wenn zwei (oder mehr) Sammler einen bestimmten Gegenstand unbedingt erwerben wollen und sich daher immer wieder gegenseitig überbieten. Damit ist der am Ende gezahlte Preis zwar deutlich höher als das Ergebnis, das unter normalen Umständen zu erwarten gewesen wäre, aber dennoch auf dem freien Markt zu Stande gekommen.

## Historische Rezeption
Der Aufklärer Johann Bernhard Basedow bezeichnete 1777 einen Liebhaberpreis als „den Preis, der sich auf eine ganz besondere Liebe zur Sache gründet (pretium affectionis)“. „Wenn viele anfangen, einen Liebhaberpreis“ [auf „gewisse Sachen“] „zu setzen: so werden die Sachen theurer“.
Der Philosoph Immanuel Kant bemerkte 1797: „Was sich auf die allgemeinen menschlichen Neigungen und Bedürfnisse bezieht, hat einen Marktpreis; das, was auch ohne ein Bedürfnis vorauszusetzen, einem gewissen Geschmacke, d. i. einem Wohlgefallen am bloßen zwecklosen Spiel unserer Gemütskräfte, gemäß ist, einen Affektionspreis; das aber, was die Bedingung ausmacht, unter der allein etwas Zweck an sich selbst sein kann, hat nicht bloß einen relativen Wert, d. i. einen Preis, sondern einen inneren Wert, d. i. Würde.“
1888 berichtete A. Patuschka in seinen Volkswirtschaftlichen Ergänzungen zum Lehrstoffe der Volksschule von einem reichen Triester Handelsherrn, der „beabsichtigte, seine Frau zu Weihnachten mit einem Affen als Geschenk zu erfreuen.“ Hierzu beauftragte er einen Agenten, dieses „unter allen Umständen“ möglich zu machen. Er bezahlte einen „sogenannten Liebhaberpreis“, da der Agent das Gewünschte „unter allen Umständen, d. h. zu jedem, auch zu hohem Preis ankaufte.“ Patuschka zählte zu den sechs Fällen, die Monopolpreise hervorgerufen, neben dem Liebhaberpreis auch die [Hungers]Notpreise, Preise für seltene landwirtschaftliche Erzeugnisse, Preise für Kunst- und Modeartikel sowie Preise für Artikel, deren Erzeugung „sehr große Kapitalien“ verlangen.
Nach Bruno Volgers Goldnem Buch des Kaufmanns von 1903 kennen Volkswirtschaften verschiedene Arten des Preises; den Marktpreis, den Liebhaberpreis, den „natürlichen Preis“ und den „künstlichen Preis“. „Güter, die einzeln ihre Verbraucher suchen, erlangen keinen Marktpreis, sondern weit näher liegt für sie der Liebhaberpreis. Dieser Preis behandelt sein Gut nicht nach der Grundsätzen des Marktpreises, sondern nach einem angemessenen Werte, der unter Ansehung mehrerer Einzelpunkte, so Seltenheit, Mode, Nachfrage, der rein idealen Schätzung des einzelnen, entsteht. Diese Einzelheiten zusammen geben die schätzbare Höhe der Vorliebe, die für ein Gut herrscht. Der reine Entstehungs- und Kostenwert des Gutes tritt hinter den augenblicklichen, idealen Wert zurück. Der Liebhaberpreis ist sehr schwankender Natur, schon weil er im wesentlichen von äußeren Umständen stark beeinflußt wird“.
In den Annalen des Deutschen Reichs für Gesetzgebung, Verwaltung und Volkswirtschaft stand 1921 zu lesen, dass „die individuelle Wertschätzung […] in die Preisbemessung stark hinein[spielt]. Wer glaubt, auf einen Gegenstand […] nicht verzichten zu können, und wer die geldliche Gegenleistung ohne Schwierigkeiten erfüllen kann, der kann und wird durch seine individuellen Wünsche die Preise steigern helfen. Und da regelmäßig viele solcher Liebhaber vorhanden sind, so wird dieser Liebhaberpreis zu einem allgemeinen Preis. Die Preisbildung wird aber auch durch die Begehrlichkeit der Verkäufer beeinflußt.“
Der Wirtschaftswissenschaftler Robert Wilbrandt beschrieb 1924 den Liebhaberpreis als Gegenteil zum Notpreis, bei dem der Verkäufer mangels Interessenten „auf jedes Angebot“ eingeht und somit die „Notwendigkeit [hat], zu jedem Preis loszuschlagen“. Der Käufer, „der irgendeinen besonderen Wunsch hat, muß sehr viel Geld, den sogenannten ‚Liebhaberpreis‘, dafür anlegen, damit ihm dieser Wunsch befriedigt wird, denn es ist schwer, gerade mit dem, der das Betreffende momentan zu bieten hat, zusammenzukommen.“